# Calocheiridius antushi
Calocheiridius antushi är en spindeldjursart som beskrevs av Krumpál 1983. Calocheiridius antushi ingår i släktet Calocheiridius och familjen Olpiidae. Inga underarter finns listade.